# 東區 (嘉義市)
東區位於臺灣嘉義市東隅，為嘉義市政府所在地。西邊以文化路與西區毗連，北臨嘉義縣民雄鄉、東接竹崎鄉與番路鄉、南連中埔鄉。轄區土地面積有30.1556平方公里，人口約11.7萬人。東區境內有行政院雲嘉南區聯合服務中心、行政院農業委員會林務局阿里山林業鐵路及文化資產管理處與數所教育機構，而嘉義市區首先發展的諸羅城，以及以山光水色著名的蘭潭風景區亦皆位在東區境內，是雲嘉地區重要的文教、醫療、政治及體育中心。

## 歷史
民國七十九年（1990年）10月6日，嘉義市政府統合日治時代昭和7年（1932年）町名改正設置的新高町、山下町、宮前町、東門町、朝日町、檜町、北門町、元町、南門町、堀川町、山子頂、盧厝、紅毛埤、台斗坑、後湖、下路頭設置東區。

## 人口
根據嘉義市政府民政處統計，2024年底東區戶數約4.7萬戶，人口約11.7萬人，區內人口最多和最少的里分別是荖藤里和鹿寮里，2024年底兩里人口分別為5,754人和1,184人：人口密度最高與最低的里分別是過溝里與鹿寮里，2024年底兩里人口密度分別為每平方公里15,675人與289人。東區人口的年齡構成中，0至14歲人口佔比約11.86%，15至64歲人口佔比67.82%，65歲人口佔比約20.33%。

## 政治

### 區政組織
東區區公所是嘉義市政府在東區的派出機關，在中華民國政府架構中為市政府綜理區政的執行機關，上級業務監督機關為嘉義市政府。区长由市長任命，無任期保障。在區長及秘書之下，設有3課3室。東區為嘉義市第一選區，在嘉義市議會23席市議員中，東區共選出10席市議員。

### 行政區劃

嘉義市東區聯合里位置圖，分別為：
北門聯合里（左上）、
東南門聯合里（左中）、
新南聯合里（左下）、
公園聯合里（右）。

| 聯合里 | 里名   | 里名   | 里名   | 里名   | 里名   | 里名   | 里名   | 里名   | 里名   | 里名   | 里名   | 里名 |
| ------ | ------ | ------ | ------ | ------ | ------ | ------ | ------ | ------ | ------ | ------ | ------ | ---- |
| 公園   | 王田里 | 圳頭里 | 長竹里 | 鹿寮里 | 新店   | 文雅里 | 東川里 | 短竹里 | 後庄里 | 盧厝里 | 蘭潭   |      |
| 東南門 | 中山里 | 太平里 | 東興里 | 朝陽里 | 中央里 | 民族   | 華南里 | 過溝里 |        |        |        |      |
| 新南   | 安寮里 | 芳安里 | 宣信里 | 新開里 | 興村里 | 興南里 | 安業里 | 芳草里 | 頂寮里 | 興仁里 | 興安里 | 豐年 |
| 北門   | 中     | 北門里 | 後湖   | 頂     | 義教里 | 仁義里 | 林森里 | 荖藤里 |        |        |        |      |

## 產業

### 企業總部
- 嘉義客運
- 嘉義縣公車
- 耐斯廣場
- 耐斯王子大飯店
- 宏都阿里山公司
- 雲嘉調頻廣播電台
- 樂檸漢堡 （页面存档备份，存于）
- 台灣中油嘉義營業所
- 東京著衣
- 承億建設
- 福御建設
- 三貴建設
- 宏都建設
- 承億建設、承億文旅
- TEA'S原味
  - 嘉義市東區後湖工業區保忠二街258號
- 上島咖啡

## 宗教信仰

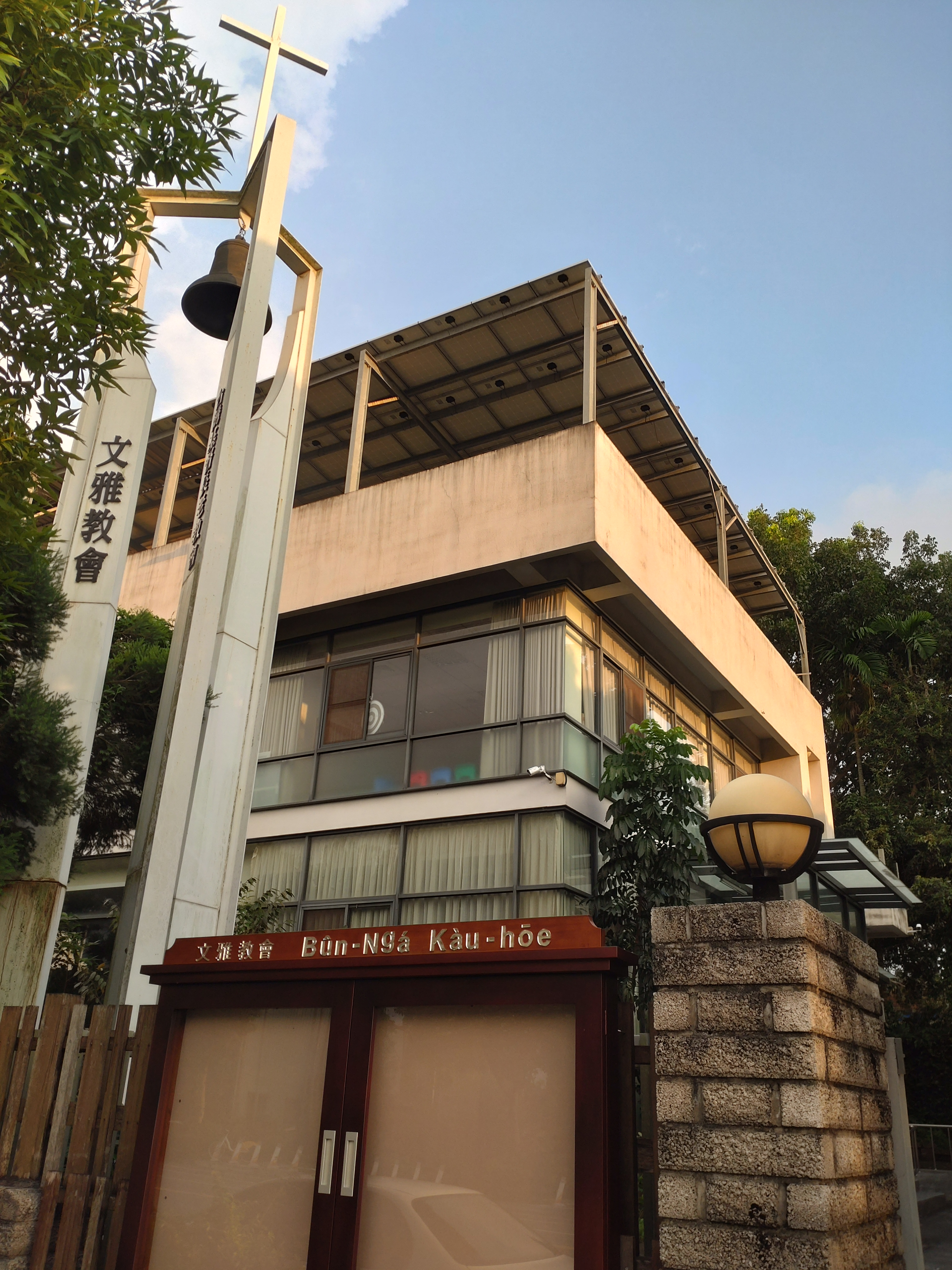
文雅教會禮拜堂

### 佛教
- 嘉義佛教會館
- 太元寺
- 圓善庵[5]
- 妙雲蘭若[6]
- 彌陀禪寺
- 天龍禪寺
- 福慧禪寺[7]
- 佛光山圓福寺[8]
- 財團法人嘉義市普濟寺
- 財團法人法鼓山佛教基金會
- 慈濟基金會 - 花蓮本會嘉義聯絡處

### 道教
- 嘉義城隍廟：是諸羅城三大古廟之一，現屬國定古蹟。
- 鎮南聖神宮：俗稱舊孔廟，主祀五府王爺。
- 九華山地藏庵：舊稱北嶽殿，相鄰嘉義昭忠祠。
- 嘉義天后宮：主祀天上聖母（玉三聖母）。
- 嘉邑大天宮：共祀神農、伏羲、軒轅。
- 嘉邑玉皇宮、南嶽殿、大廈宮：「三間廟」
- 嘉邑鎮天宮：廟頂有桃園三結義巨像。
- 萬台宮：主祀乙未戰爭犧牲的林崑岡。
- 忠義十九公廟：又稱義犬公廟。
- 三台宮：創立於1728，主祀保生大帝。
- 保南境福德正神廟：興建於清朝雍正五年。
- 嘉邑南興宮：香火源自笨港口港口宮。
- 嘉邑震安宮：舊稱五安境廟，主祀玄天上帝。

### 基督宗教
- 台灣基督長老教會
  - 嘉義中會事務所
  - 嘉義東門教會
  - 嘉義南門教會
  - 興村教會
  - 加恩教會
  - 文雅教會
  - 嘉山教會
- 基督教台灣信義會
  - 嘉義榮光堂
  - 民雄榮光堂

### 天理教
- 天理教嘉義東門教會

## 體育
2018年世界大學棒球錦標賽於2018年7月9日 - 7月15日在東區的嘉義市立棒球場舉辦，為嘉義市首度主辦國際體育賽事。

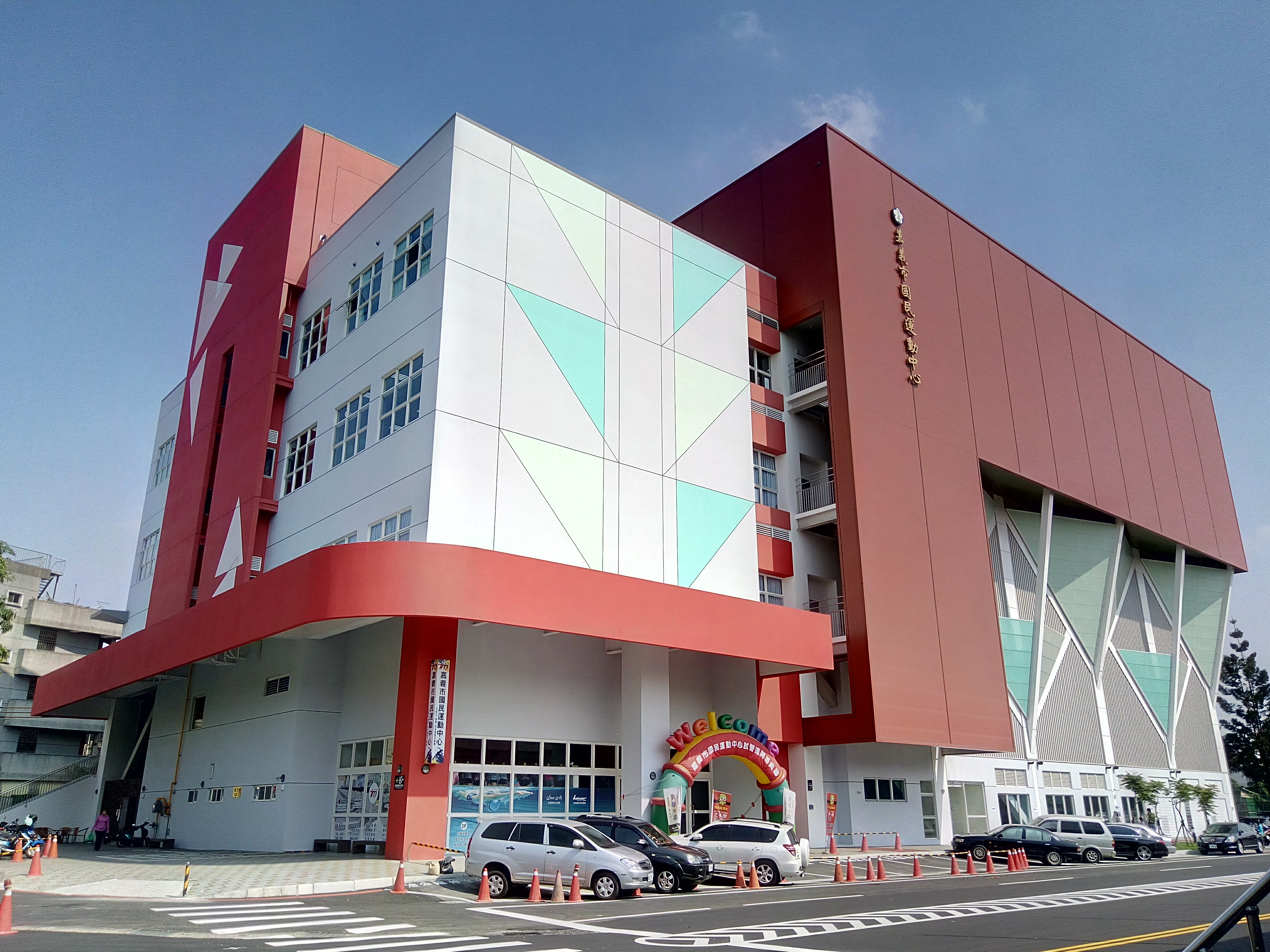
嘉義市國民運動中心

- 嘉義市立棒球場
- 嘉義市國民運動中心
- 嘉義市立體育館
- 嘉義市立體育場

## 教育
東區現有大專院校三所，分別為國立嘉義大學（蘭潭總校區、林森校區）、崇仁醫護管理專科學校（嘉義校區）等二校。公私立高級中等學校十二所，分別有國立嘉義高級中學、嘉義市私立興華高級中學、嘉義市私立仁義高級中學、嘉義市私立嘉華高級中學、嘉義市私立輔仁高級中學、嘉義市私立宏仁高級中等學校、嘉義市私立立仁高級中學等普通型高級中等學校七校，以及國立嘉義高級商業職業學校、國立嘉義高級工業職業學校、國立嘉義高級家事職業學校、國立華南高級商業職業學校、嘉義市私立東吳高級工業家事職業學校等技術型高級中等學校五校。其他公立教育機構計有嘉義市立嘉義國民中學、嘉義市立大業實驗國民中學、嘉義市立北興國民中學、嘉義市立南興國民中學、嘉義市立蘭潭國民中學等五所國民中學，國立嘉義大學附設實驗國民小學、嘉義市東區蘭潭國民小學、嘉義市東區民族國民小學、嘉義市東區林森國民小學、嘉義市東區文雅國民小學、嘉義市東區宣信國民小學、嘉義市東區崇文國民小學、嘉義市東區嘉北國民小學、嘉義市東區精忠國民小學、嘉義市東區興安國民小學等十所國民小學。

## 交通

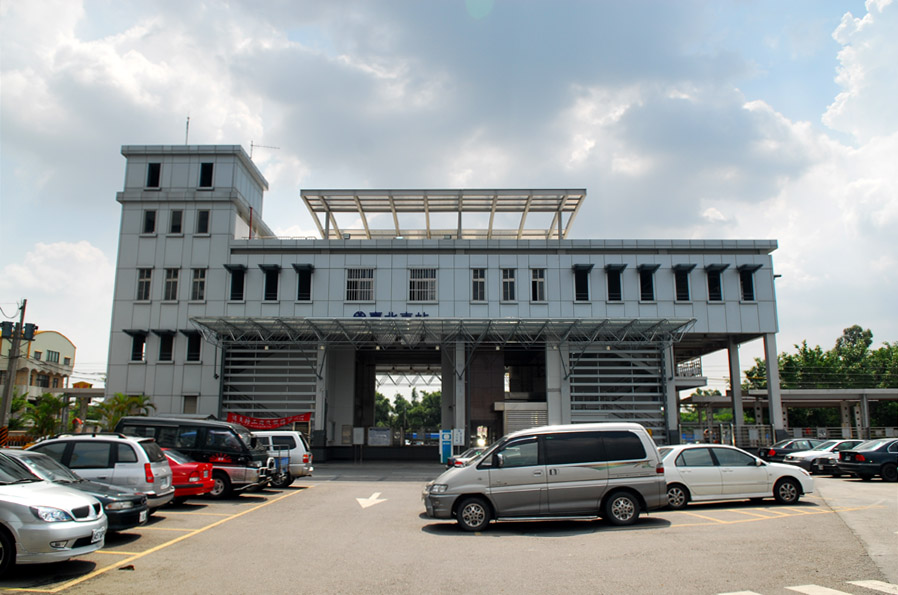
嘉北車站站體

### 鐵道交通
臺灣鐵路公司
- 縱貫線：嘉北車站

阿里山森林鐵道
- 阿里山線：北門車站

### 公路交通
- 嘉義公車捷運(低地板無障礙公車行駛）
  - 文化路口站(往嘉義公園方面，反方向的站體則位於西區)
  - 民族停車場站
  - 嘉義公園站

#### 市區公車

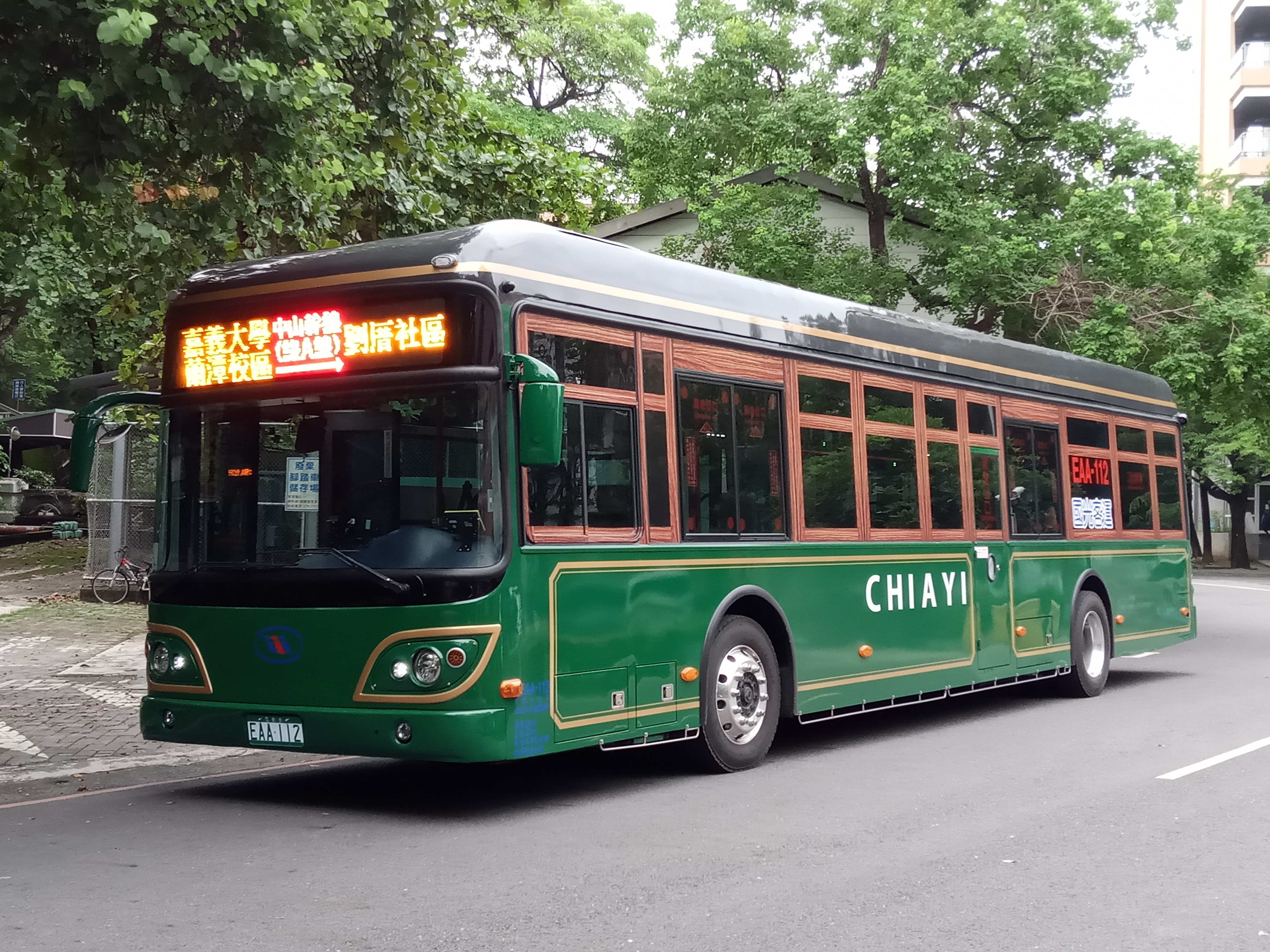
嘉義市公車

嘉義市公車光林我嘉線(黃線)路線圖

- 嘉義縣公車大雅站
- 國道三號(福爾摩沙高速公路)：竹崎鄉 - 東區 - 中埔鄉
  - 蘭潭隧道
  - 本區無交流道設置，附近交流道為竹崎交流道（290）和中埔交流道（297）。
- 台1線：民雄鄉 - 東區 - 西區
- 台18線：西區 - 東區 - 中埔鄉
- 縣道159號：西區 - 東區 - 竹崎鄉
- 縣道159甲線：西區 - 東區 - 番路鄉

### 公共自行車（YouBike2.0）
YouBike2.0系統於2020年12月15日正式營運，截至2024年8月1日於東區設置86處站點。

## 醫療院所
- 嘉義基督教醫院
- 天主教聖馬爾定醫院
- 陽明醫院

## 旅遊

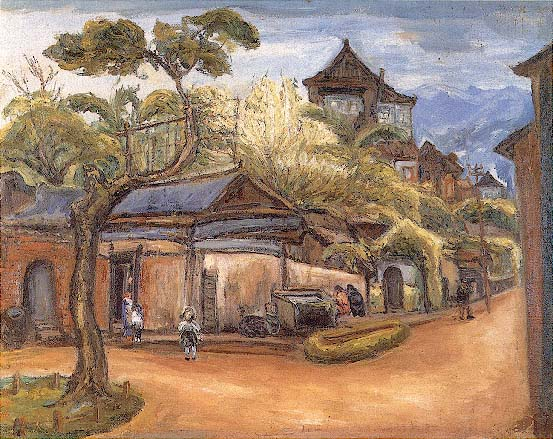
懷古／陳澄波／1941／畫布·油彩／72.5×91 cm。此畫的地點在嘉義市東區安樂街102號「黃宅」的洋樓附近。

### 觀光景點
- 國立嘉義大學
- 文化路觀光夜市
- 彌陀觀光夜市
- 嘉義市國際管樂節
- 蘭潭風景區
- 嘉義城隍廟
- 嘉義九華山地藏庵
- 鎮南聖神宮（舊孔廟）
- 嘉義公園
  - 射日塔
  - 嘉義都會森林公園
    - 嘉義植物園
      - 山仔頂遺址

  - 嘉義市史蹟資料館（嘉義神社附屬館所）
  - 嘉義孔子廟
- 文化中心園區
  - 文化中心
  - 交趾陶館
  - 嘉義市立博物館
- 彌陀禪寺
- 綠映水漾公園
- 北門車站
- 嘉義市彌陀路二二八紀念碑
- 耐斯廣場
- 檜意森活村
- 嘉義舊監獄（獄政博物館）
- 嘉義市圓林仔社區
- 忠義十九公廟
- 嘉邑北安宮
- 嘉邑鎮天宮

### 政府機關
- 中央政府
  - 行政院雲嘉南聯合服務中心
  - 農業部林業及自然保育署
    - 阿里山林業鐵路及文化資產管理處

- 嘉義市政府
  - 嘉義市政府文化局
  - 嘉義市政府警察局
  - 嘉義市政府稅務局
  - 嘉義市東區區公所

### 百貨商場及購物中心
嘉義市區的百貨商場有耐斯廣場；購物中心有好市多嘉義店，家樂福北門店及特力屋嘉義店。
- 耐斯廣場
- 好市多嘉義店

### 影城
- 嘉義In89影城(興建中)[12]